# Flagge Nebraskas

– Flagge von Nebraska;

Die Flagge des US-Bundesstaats Nebraska wurde im Jahr 1925 eingeführt.

## Symbolik

Siegel Nebraskas

Die Flagge zeigt auf blauem Flaggentuch das goldene Siegel Nebraskas aus dem Jahr 1867.
Dieses zeigt als Symbol für die Landwirtschaft und Industrie des Staates eine allegorische Landschaft.
Durch den Hintergrund fährt vor einer Berglandschaft eine Dampflokomotive mit angehängten Waggons. Auf dem Fluss, dem Missouri, fährt ein Dampfer. Eine Blockhütte und Weizenbündel symbolisieren die Bedeutung der Siedler und der Landwirtschaft. Im Vordergrund arbeitet ein Schmied an seinem Amboss.
An der Spitze des Siegels steht auf einem Spruchband das Motto des Bundesstaats: „Equality Before the Law“ (Gleichheit vor dem Gesetz).

## Trivia
In einer 2001 durchgeführten Internet-Abstimmung der North American Vexillological Association (des Nordamerikanischen Flaggenkunde-Verbands) wurde diese Flagge unter den US-Bundesstaaten und kanadischen Provinzen auf den vorletzten Platz gewählt.